# Liam Kelly (Fußballspieler, 1990)
Liam Mark Kelly (* 10. Februar 1990 in Milton Keynes) ist ein in England geborener Fußballspieler, der ein Länderspiel für Schottland bestritten hat. Der Mittelfeldspieler steht bei Rotherham United unter Vertrag.

## Karriere

### Verein
Der im englischen Milton Keynes geborene Mittelfeldspieler spielte in seiner Jugend für den als Nachfolgeverein des FC Wimbledon gegründeten Milton Keynes Dons. 
FC Kilmarnock
Von 2009 an stand er in Schottland beim FC Kilmarnock unter Vertrag, für den er am 26. Januar 2010 im Spiel gegen Hamilton Academical zu seinem Profidebüt unter Teammanager Jimmy Calderwood kam. Bereits eine Woche später gelang Kelly das erste Profitor im Achtelfinale des Schottischen Pokals 2009/10. Mit dem FC Kilmarnock konnte Kelly den Scottish League Cup 2011/12 im Finale gegen Celtic Glasgow durch einen Treffer von Dieter van Tornhout gewinnen. Überschattet wurde der Sieg durch den Tod von Kellys 59-jährigen Vater, der kurz nach dem Schlusspfiff einen Herzinfarkt erlitt und im Krankenhaus verstarb.
Bristol City
Im Januar 2013 wechselte Kelly für eine Ablösesumme von 200.000 Pfund zu Bristol City. Der Trainer, der ihn verpflichtete, Derek McInnes, wurde jedoch nur zwei Tage nach Kellys Debüt, einer 4:0-Niederlage zu Hause gegen Leicester City, entlassen. Kelly absolvierte 19 Einsätze für Bristol City in der Saison 2012/13, erlitt jedoch im Juli 2013 einen Kreuzbandriss. Aufgrund dieser Verletzung kam Kelly in der Saison 2013/14 nur zu zwei Einsätzen.
Oldham Athletic
Am 27. Juni 2014 unterschrieb Kelly einen Drei-Jahres-Vertrag bei Oldham Athletic im Rahmen eines Tauschgeschäfts mit Korey Smith. Bei seinem Wechsel erklärte Kelly er freue sich auf die Zusammenarbeit mit seinem ehemaligen Teamkollegen und nun Trainer Lee Johnson. Er erhielt die Rückennummer 6 und wurde zum neuen Mannschaftskapitän ernannt. Kelly gab sein Debüt im ersten Spiel der Saison, einem 2:2-Unentschieden gegen Colchester United. Im Juli 2016 wechselte Kelly für eine nicht genannte Ablösesumme zu Leyton Orient.
Leyton Orient
Kelly unterschrieb im Juli 2016 einen Drei-Jahres-Vertrag bei Leyton Orient, für eine Ablösesumme die Berichten zufolge einen Vereinsrekord von 210.000 Pfund darstellte. Nach dem 3:2-Sieg von Leyton Orient gegen Plymouth Argyle am 14. Februar 2017 meldete Plymouth Kelly bei der FA, weil er einen Balljungen zu Boden gestoßen haben soll. Infolgedessen verhängte die FA eine Strafe wegen gewalttätigen Verhaltens und verdoppelte die ursprüngliche Sperre auf sechs Spiele, nachdem der Vorwurf bestätigt wurde. Kelly kehrte nach der Sperre in die Startaufstellung zurück, musste jedoch mit Leyton Orient den Abstieg aus der League Two hinnehmen, wodurch ihr 112-jähriger Verbleib in der Football League endete.
Coventry City
Am 22. Mai 2017 gab der neu aus der League One abgestiegene Verein Coventry City bekannt, dass Kelly einen Zwei-Jahres-Vertrag unterschrieben habe. In seiner ersten Saison bestritt Kelly 38 Einsätze, darunter das Startelf-Spiel im Play-off-Finale der League Two 2018, als Coventry den Aufstieg in die League One sicherte. Nach Saisonende verlängerte Kelly seinen Vertrag bis 2021. In seiner ersten Saison in der League One belegte Coventry den 8. Platz, 8 Punkte hinter dem letzten Play-off-Platz. In der Saison 2019/20 führte Kelly die Mannschaft als Kapitän zum 1. Platz in der League One, bevor die Saison im März wegen der COVID-19-Pandemie unterbrochen wurde. Eine formelle Abstimmung der Ligamitglieder bestätigte Coventry im Juni als Meister, wodurch der Verein in die Championship aufstieg.
Am 9. Mai 2024 gab der Verein bekannt, dass Kelly im Sommer nach Ablauf seines Vertrages freigestellt werde.
Rotherham United
Am 31. Mai 2024 wechselte Kelly ablösefrei zu Rotherham United in die League One, wo er einen Zwei-Jahres-Vertrag unterschrieb.

### Nationalmannschaft
Liam Kelly lief im Jahr 2007 dreimal für die Schottische U-18 auf und konnte im Spiel gegen die Junioren aus Frankreich einen Treffer erzielen. Von 2011 bis 2012 spielte Kelly in der Schottischen U-21, für die er insgesamt neun Partien absolvierte, ein Torerfolg blieb ihm allerdings verwehrt. Nebst Einsätzen in der U-21 kam der gebürtige Engländer im Jahr 2012 unter dem damaligen Interimstrainer der Schottischen A-Nationalmannschaft Billy Stark zu seinem Länderspieldebüt beim 2:1-Auswärtssieg gegen Luxemburg, als er für Charlie Mulgrew eingewechselt wurde.

## Erfolge
FC Kilmarnock
- Scottish League Cup: 2011/12

Coventry City
- EFL League One: 2019/20